# いつかは賢いレジデント生活
『いつかは賢いレジデント生活』（朝: 언젠가는 슬기로울 전공의생활、英: Resident Playbook）は、韓国のtvNで2025年4月12日から同年5月18日まで放送されていたテレビドラマ。同じくtvNで放送されたテレビドラマシリーズ『賢い医師生活』のスピンオフドラマ。日本では、動画配信サービスのNetflixで配信されている。

## ストーリー
『賢い医師生活』に登場したユルジェ病院の分院・鍾路ユルジェ病院の産婦人科を舞台に、レジデント（専攻医）1年目の4人が悪戦苦闘しながらも成長していく姿を描く。

## 登場人物

### 主要人物
オ・イヨン
演 - コ・ユンジョン
鐘路ユルジェ病院産婦人科のレジデント1年目。
裕福な家庭で遅く誕生し、学生時代も優秀であった。何もかも完璧だが、親友がいない。
ピョ・ナムギョン
演 - シン・シア
鐘路ユルジェ病院産婦人科のレジデント1年目。
レジデントで一番のファッショニスタ。
キム・サビ
演 - ハン・イェジ
鐘路ユルジェ病院産婦人科のレジデント1年目。
勉強にしか目がなく、試験も1位で合格したが、教授達に怒られる日々に明け暮れる。
オム・ジェイル
演 - カン・ユソク
鐘路ユルジェ病院産婦人科のレジデント1年目。
アイドルグループ「ハイボーイズ」の元メンバーで、「オムJAY」という名前で活動していた。
ク・ドウォン
演 - チョン・ジュンウォン
鐘路ユルジェ病院産婦人科のレジデント4年目。

### 鐘路ユルジェ病院
前作のユルジェ病院の分院。

#### 産婦人科
ソ・ジョンミン
演 - イ・ボンリョン
鐘路ユルジェ病院産婦人科教授。年末には最優秀教授として選ばれた驚異の持ち主。
リュ・ジェフィ
演 - イ・チャンフン
鐘路ユルジェ病院産婦人科教授。ジョンミンとは同期。
コン・ギソン
演 - ソン・ジユン
鐘路ユルジェ病院産婦人科教授。悪魔デウスというニックネームを持つ。
チョ・ジュンモ
演 - イ・ヒョンギュン
鐘路ユルジェ病院産婦人科教授。

#### レジデント
キ・ウンミ
演 - イ・ドヘ
鐘路ユルジェ病院産婦人科のレジデント3年目。
チャ・ダヘ
演 - ホン・ナヒョン
鐘路ユルジェ病院産婦人科のレジデント2年目。

### オ・イヨンの周辺人物
オ・ジュヨン
演 - チョン・ウンソン
イヨンの姉でスンウォンの妻。専業主婦。
ク・スンウォン
演 - チョン・スンウォン
IT企業社員。ジュヨンの夫でドウォンの兄。

### 特別出演
銀行員
演 - ラ・ミラン
第1話で登場。イヨンの夢でマッサージ師と医者として現れた女性。実際は銀行員であった。
チュ・ミナ
演 - アン・ウンジン
第2話、第12話で登場。ユルジェ病院産婦人科医でイヨン達の先輩。現在はソッキョンと結婚している。
ヨン・ソクミン
演 - ムン・テユ
第3話で登場。ユルジェ病院脳神経外科助教授。ソンビンと交際中。
ホ・ソンビン
演 - ハ・ユンギョン
第3話で登場。ユルジェ病院脳神経外科医。ソクミンと交際中。
キム・ジュンワン
演 - チョン・ギョンホ
第4話で登場。前作の主人公。ユルジェ病院胸部外科准教授。
ト・ジェハク
演 - チョン・ムンソン
第4話（声のみ）、第11話で登場。ユルジェ病院胸部外科医。
アン・ジョンウォン
演 - ユ・ヨンソク
第5話で登場。前作の主人公。ユルジェ病院小児外科助教授。イヨン達と酒場で居合わせた。
チャン・ホンド
演 - ペ・ヒョンソン
第6話で登場。ユルジェ病院胸部外科医。ジェイルの先輩。
アン・チホン
演 - キム・ジュンハン
第7話で登場。鐘路ユルジェ病院脳神経外科医。
イ・イクスン
演 - クァク・ソニョン
第7話で登場。ユルジェ病院患者。イクジュンの妹。陸軍少佐。
チャン・ギョウル
演 - シン・ヒョンビン
第8話で登場。ドウォンの先輩でユルジェ病院外科医。
イ・イクジュン
演 - チョ・ジョンソク
第10話で登場。前作の主人公。ユルジェ病院肝胆膵外科助教授。ソンファと交際中。
チェ・ソンファ
演 - チョン・ミド
第10話で登場。前作の主人公。ユルジェ病院脳神経外科副教授。イクジュンと交際中。
ヤン・ソッキョン
演 - キム・デミョン
第12話で登場。前作の主人公。ユルジェ病院産婦人科助教授。現在はミナと結婚している。

## 放送日程
| 放送話 | 韓国放送日    | 韓国視聴率 | 韓国視聴率 | 放送話     | 韓国放送日    | 韓国視聴率 | 韓国視聴率 |
| 放送話 | 韓国放送日    | 全国       | 首都圏     | 放送話     | 韓国放送日    | 全国       | 首都圏     |
| ------ | ------------- | ---------- | ---------- | ---------- | ------------- | ---------- | ---------- |
| 第1話  | 2025年4月12日 | 3.680%     | 4.365%     | 第8話      | 2025年5月4日  | 5.972%     | 6.389%     |
| 第2話  | 2025年4月13日 | 3.986%     | 4.477%     | 第9話      | 2025年5月10日 | 6.214%     | 7.103%     |
| 第3話  | 2025年4月19日 | 4.475%     | 5.065%     | 第10話     | 2025年5月11日 | 7.491%     | 8.450%     |
| 第4話  | 2025年4月20日 | 5.135%     | 5.761%     | 第11話     | 2025年5月17日 | 6.627%     | 7.620%     |
| 第5話  | 2025年4月26日 | 4.821%     | 6.069%     | 第12話     | 2025年5月18日 | 8.142%     | 8.630%     |
| 第6話  | 2025年4月27日 | 5.531%     | 5.876%     |            |               |            |            |
| 第7話  | 2025年5月3日  | 5.310%     | 6.389%     | 視聴率平均 | 視聴率平均    | 5.615%     | 6.315%     |